# فرانچسکو مونتاناری
فرانچسکو مونتاناری (ایتالیایی: Francesco Montanari؛ زادهٔ ۴ اکتبر ۱۹۸۴) بازیگر اهل ایتالیا است. وی دانش‌آموختۀ آکادمی ملی هنرهای نمایشی سیلویو دامیکو است.
از فیلم‌ها یا مجموعه‌های تلویزیونی که وی در آن‌ها نقش داشته است، می‌توان به واحد ضد مافیا و  یک کریسمس شگفت‌انگیز اشاره نمود.

## زندگی شخصی
پس از داشتن رابطه‌ای دو ساله با بازیگر ونسا هسلر از سال ۲۰۱۶ تا ۲۰۲۰ با مجری تلویزیونی آندریا دلوگو ازدواج داشت. این زوج در ژانویه ۲۰۲۱ از هم جدا شدند.
‏در ۱۴ ژوئن ۲۰۲۵ در پولیا با روان‌شناس فدریکا سورینو پس از چهار سال نامزدی ازدواج کرد؛ مراسم توسط پائولو استلا برگزار شد.